# Boucerosia
Boucerosia es un género de plantas rastreras de la familia Apocynaceae. Contiene 39 especies. Es originario de Asia, distribuyéndose por India, Sri Lanka, Nepal y Birmania. 

## Descripción
Son plantas rastreras con tallos suculentos, alcanza los 2-12 cm de alto, poco o abundantemente ramificados, con látex incoloro. Las ramas de color verde, cilíndricas, de 3-20 cm de largo, 3-20 mm de ancho, cuadrangulares, con ángulos redondeados o afilados, glabras. Las hojas persistentes o caducas, reducidas a escamas en B. frerei (Rowley) Liede & Meve,  pecioladas o sésiles; suculentas, de 0.1-0.3 cm de largo, 0.1-0.15 cm de ancho, o de 2-3 cm de largo, 1-1.2 cm de ancho en B. frerei, oblongas, basalmente redondeadas (cuneiforme en B. frerei), con el ápice obtuso o agudo, ligeramente ciliado, estípulas ausentes, u ovoide, glandular en B. frerei.
Las inflorescencias terminales o extra-axilares con 1 flor (B. frerei),   o 3-60-flores,  con 1-40 flores abiertas de forma simultánea,  (sub-) sésiles; raquis persistente; pedicelos glabros.
Las flores tienen olor a excrementos, no son nectaríferas. Tiene el número de cromosomas: 2n= 22 (B. crenulata Wight & Arn., B. diffusa Wight), o 44 [B. frerei (Rowley) Liede & Meve.. 

## Taxonomía
El género fue descrito por Wight & Arn. y publicado en Contributions to the Botany of India 34. 1834.

## Especies seleccionadas
| - Boucerosia acutangula - Boucerosia adenensis - Boucerosia adscendens - Boucerosia aaronis - Boucerosia aucheriana - Boucerosia awdeliana |